# Карчі
Провінція Карчі (ісп. Província de Carchi) — провінція Еквадору, розташована на півночі країни в Еквадорських Андах. Населення провінції — 162 тис. мешканців, її столиця — місто Тулкан. Провінція поділяється на 6 кантонів.
| Еквадор | Це незавершена стаття з географії Еквадору. Ви можете допомогти проєкту, виправивши або дописавши її. |